# جون ديفيد سبينس
جون ديفيد سبينس هو طبيب كندي، ولد في 10 نوفمبر 1944 في بيرو.